# Infanterie-Sturmabzeichen
Das Infanterie-Sturmabzeichen war eine Tapferkeitsauszeichnung des deutschen Heeres im Zweiten Weltkrieg.

## Stiftung und Ausführung

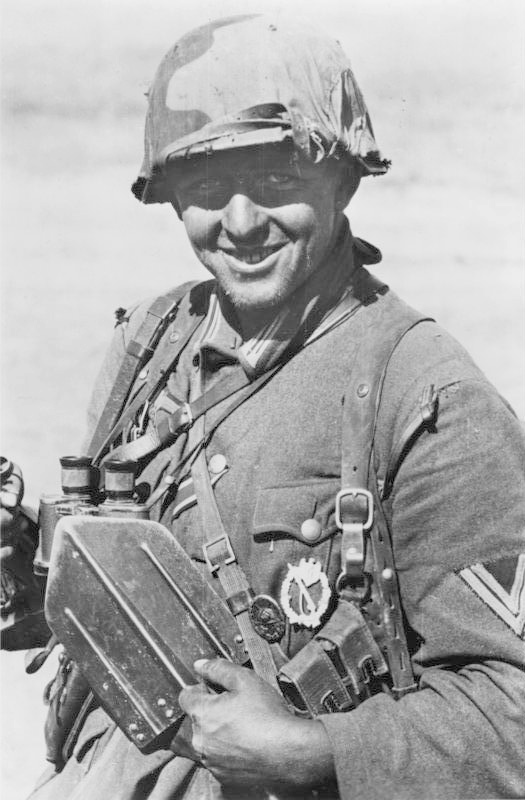
Korrekte Trageweise des Infanterie-Sturmabzeichens an der Feldbluse

Das Abzeichen wurde am 20. Dezember 1939 mittels Verordnung durch den Oberbefehlshaber des Heeres, Walther von Brauchitsch, eingeführt. Damit sollten, gemäß der Stiftungsverordnung, als sichtbares Zeichen der Anerkennung des im Sturmangriff bewährten Infanteristen, zugleich als Ansporn zu höchster Pflichterfüllung Infanteristen ausgezeichnet werden.
Die künstlerischen Entwürfe stammten von der Berliner Firma C. E. Juncker. Das Abzeichen aus versilbertem Zinkblech bestand aus einem Karabiner mit aufgepflanztem Seitengewehr, das von einem ovalen Eichenlaubkranz umgeben war, der auf dem oberen Teil das Hoheitszeichen der Wehrmacht trug.

## Verleihung

Besitzzeugnis über das verliehene Infanterie-Sturmabzeichen

Das Infanterie-Sturmabzeichen in Silber war Offizieren, Unteroffizieren und Mannschaften der Schützenkompanien nichtmotorisierter Infanterie-Divisionen und Gebirgsjäger-Kompanien vorbehalten, die nach dem 1. Januar 1940
- an drei Sturmangriffen,
- in vorderster Linie,
- mit der Waffe in der Hand einbrechend,
- an drei verschiedenen Kampftagen beteiligt gewesen sind.

Erfolgreiche gewaltsame Erkundungen sowie Gegenstöße und Gegenangriffe wurden als „Sturmangriffe“ gewertet, sofern sie zum Nahkampf mit dem Gegner führten. Als Sturmeinsatz ist auch der persönliche Einsatz bei der Niederkämpfung von Panzerkampfwagen durch Einzelkämpfer zu werten (vgl. Sonderabzeichen für das Niederkämpfen von Panzerkampfwagen durch Einzelkämpfer). Der Ausgezeichnete erhielt darüber ein Besitzzeugnis.
Für die Bronze-Ausführung galten die gleichen Bestimmungen; sie konnte Angehörigen der Infanterie-Regimenter (mot.) sowie der Maschinengewehr-, Infanteriegeschütz- und Panzerabwehr-Kompanien der Infanterie- bzw. Gebirgsjäger-Regimenter verliehen werden. Die Bronze-Ausführung wurde am 1. Juni 1940 eingeführt. 
Das Abzeichen wurde gemäß Abschnitt B Nr. 28 der Heeres-Druckvorschrift 122 auf der linken Brustseite in und außer Dienst getragen.
Später wurde der Kreis der Berechtigten auch auf Angehörige der Waffen-SS und der Ordnungspolizei erweitert. Für Angehörige anderer Truppenteile wurde wenig später das Allgemeine Sturmabzeichen eingeführt. Die Panzertruppe hatte das vergleichbare Panzerkampfabzeichen.

## Trageweise
Getragen wurde die Auszeichnung als Steckabzeichen auf der linken Brusttasche.

## Sonstiges
Laut Gesetz über Titel, Orden und Ehrenzeichen vom 26. Juli 1957 ist das Tragen der Auszeichnung in Deutschland nur ohne nationalsozialistische Embleme gestattet.